# كريستوفر ويبر
كريستوفر ويبر (بالألمانية: Christopher Weber)‏ هو متزلج جماعي ألماني، ولد في 5 أكتوبر 1991 في دورتموند في ألمانيا.

## وصلات خارجية
- كريستوفر ويبر على موقع الاتحاد الدولي لألعاب القوى (الإنجليزية)
- كريستوفر ويبر على موقع IBSF (الإنجليزية)
- كريستوفر ويبر على موقع اللجنة الأولمبية الدولية (الإنجليزية)
- كريستوفر ويبر على موقع أوليمبيديا (الإنجليزية)
- كريستوفر ويبر على موقع اللجنة الأولمبية الألمانية (الألمانية)